# ルー・アマンドソン
ルー・アマンドソンもしくはアムンドソン (Louis Gabriel Amundson 1982年12月7日 - )は、アメリカ合衆国カリフォルニア州ベンチュラ出身のプロバスケットボール選手。NBAで数々のチームでプレーし、フェニックス・サンズなどに所属していた。

## 来歴
2006年にネバダ大学ラスベガス校を卒業し、Dリーグでプレーしていたアマンドソンは2007年に入りユタ・ジャズと10日間契約を結ぶも、1試合の出場に終わり契約は更新されず、3月にフィラデルフィア・76ersと再び10日間契約を締結。そのまま完全保証契約を結んだ後2008年まで所属し、同年夏にフェニックス・サンズと2年契約を締結。主にシャキール・オニールやアマーレ・スタウダマイアーの控え役としてインサイドで奮闘した。
しかし、2010-11シーズン以降は契約 (10日間契約) と解雇を繰り返すという年が続いた。
2014-15シーズンはクリーブランド・キャバリアーズに所属していたものの、2015年1月に入り、オクラホマシティ・サンダーも絡んだ三角トレードでニューヨーク・ニックスに放出され、一度解雇されたものの、数日後に同じ型で解雇されていたランス・トーマスと共に10日間契約でニックスと再契約。するとアマンドソンは苦しいチーム状況の中インサイドでプレーし、スタメンに定着。1日末にはシーズン終了までの契約を勝ち取り、加入後は41試合出場で35試合にスタメンで起用され、低迷に苦しむニックスを支えた。そして2015年7月30日に、ニックスと1年契約で再契約した。
2017年12月には、Bリーグの川崎ブレイブサンダースと選手契約を締結した。